# Kemnitz (Nuthe-Urstromtal)
Das Dorf Kemnitz ist seit 1993 einer von 23 Ortsteilen der Gemeinde Nuthe-Urstromtal im Landkreis Teltow-Fläming in Brandenburg.

## Lage
Der Ort liegt zehn Kilometer nordwestlich von Luckenwalde. Im Norden befindet sich der Beelitzer Ortsteil Wittbrietzen. Es folgen im Uhrzeigersinn weitere Ortsteile der Gemeinde Nuthe-Urstromtal: Dobbrikow im Nordwesten, Nettgendorf im Osten, Gottsdorf sowie Zülichendorf und Felgentreu im Südosten. Im Südwesten grenzen mit Niebel und Niebelhorst weitere Ortsteile von Treuenbrietzen an die Gemarkung an, gefolgt vom Treuenbrietzener Ortsteil Lühsdorf im Nordwesten. Kemnitz ist ein linsenförmiges Angerdorf, dessen Wohnbebauung sich entlang der Landstraße 80 erstreckt, die in West-Ost-Richtung durch den Ort führt. Der nördliche Teil ist überwiegend bewaldet, der südliche Teil wird landwirtschaftlich genutzt.

## Geschichte und Etymologie

### 13. bis 16. Jahrhundert

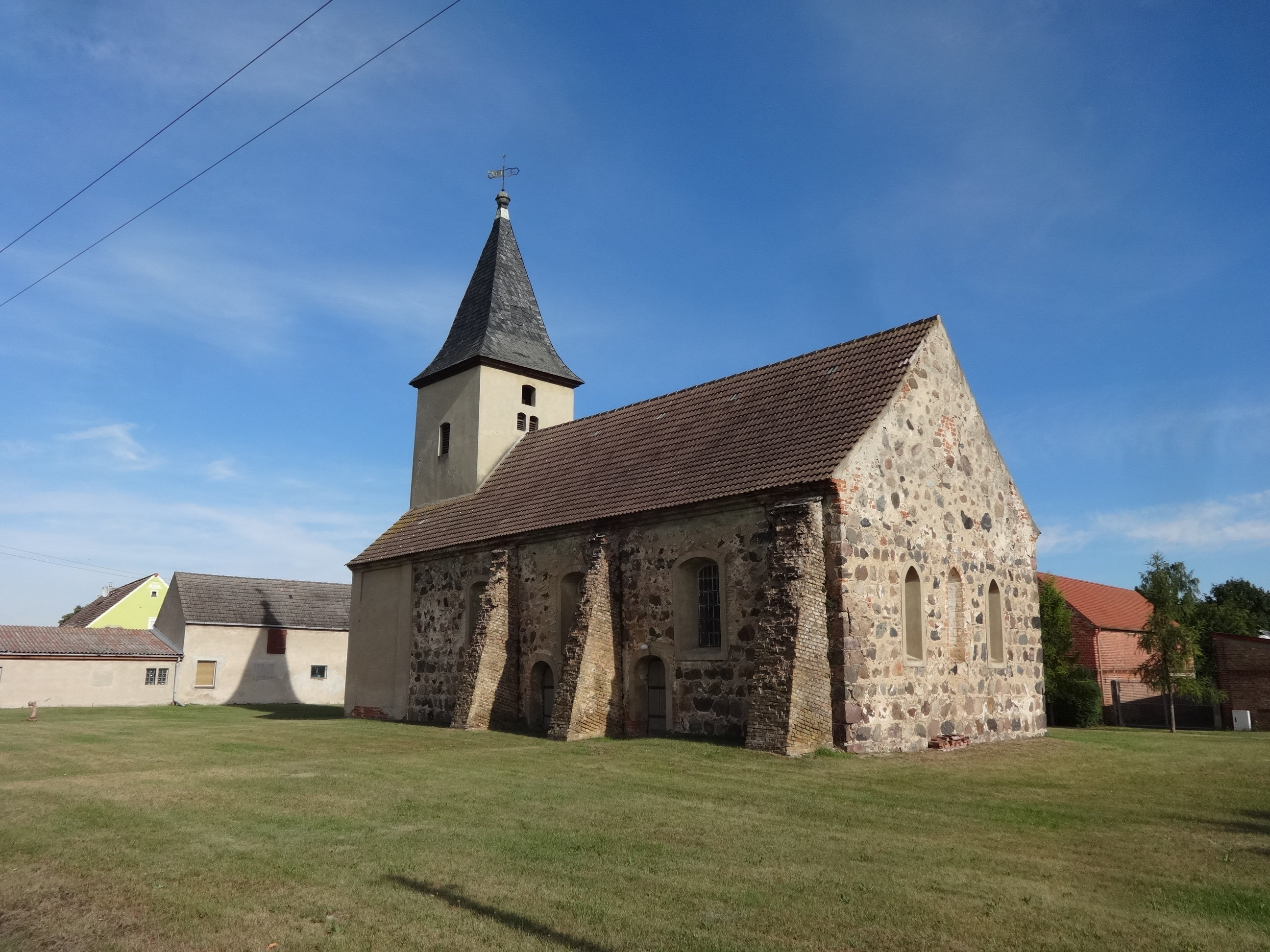
Dorfkirche Kemnitz

Die Siedlung wurde auf einem Slawischen Burgwall errichtet. Die erste urkundliche Erwähnung stammt aus dem Jahr 1295, als Heydrenricus von Trebbin das Angerdorf (villa) im Jahr 1295 an das Kloster Zinna verkaufte. Dort erschien es als Gemenitz, ab 1303 als usque ad pontem Kemnitz. Über die weitere Geschichte in den folgenden Jahrzehnten ist bislang nichts bekannt. In der ersten Hälfte des 14. Jahrhunderts errichteten Handwerker eine Dorfkirche. Erst im Jahr 1480 erschien ein Eintrag im Landbuch der Abtei und des Klosters Zinnas über das Dorf. Es war zu dieser Zeit 42 Hufen groß. Der Dorfschulze bewirtschaftete vier Lehnhufen. Es gab weiterhin drei Vierhufner, von denen einer noch „übrigen Acker“ besaß sowie ein Hufner, der auch als Krüger tätig war. Im Ort lebten weiterhin acht Dreihufner, von den einer einen weiteren 1⁄2 Hof besaß, einen Zweifhufner sowie acht Kossäten. Von diesen besaß einer ebenfalls 1⁄2 Hof und leistete Abgaben aus dem Besitz einer Wiese. Drei Kossäten besaßen je zwei Höfe und zwei Morgen Wiese, einer besaß zwei Höfe, ein weiterer 1⁄3 Hof, der dem Pfarrer zustand sowie einen Acker, der ebenfalls der Kirche gehörte. Zwei Kossäten besaßen 1 1⁄2 Höfe und 1 1⁄2 Morgen Wiese; ein weiterer besaß ein Morgen Wiese. Der Küster besaß zu dieser Zeit einen Acker und erhielt Abgaben aus einer Hufe.  Anschließend gab es erneut über viele Jahrzehnte keine weiteren Überlieferungen. 1568 gab es einen erneuten Nachweis über den Dorfschulzen mit vier Lehnhufen sowie den drei Vierhufnern, sieben Dreihufnern, zwei Zweihufnern und weiterhin acht Kossäten. Der Pfarrer besaß nach wie vor 1⁄2 Kossätenhof sowie einen weiteren Kossätenhof mit 1 1⁄2 Hof und 1 1⁄2 Morgen Wiese. Der Küster bewirtschaftete elf Äcker und bekam ebenfalls Abgaben aus einer Hufe. Für das Jahr 1586 weist das Erbbuch des Amtes Zinna eine gesamte Abgabenlast von 6 Taler zum 70. Pfenning aus.

### 17. Jahrhundert
Um 1600 lebten im Dorf ausweislich eines „Vortzeichnüß der Ämbter, Clöster, Gerichtsjunkern unnd Dorfer im Erzstift Magdeburg“ insgesamt 22 Hauswirte. Vor dem Dreißigjährigen Krieg gab es im Dorf ausweislich des Erbbuches des Amtes Zinna aus dem Jahr 1642 „im Frieden“ insgesamt 22 besessene Mann, darunter ein Lehnmann, und zwölf Hufner: Es gab einen Vierlehnhufner, zwei Viererbhufner (darunter den Krüger), sieben Dreierbhufner sowie zwei Zweierbhufner. Von den acht Kossäten besaß einer einen Garten mit zwei „Endichen“ Land, einer besaß ein „Häuslein“ mit Garten und ebenfalls zwei Endichen Land sowie einen Horst, einer besaß ein Haus mit drei Hörsten sowie zwei Endichen Land und ein Kossät besaß ein Haus, zwei Gärten sowie zwei Endichen Land. Ein weiterer Kossät besaß einen Garten und eine Erbhufe, ein weiterer einen Garten, ein Horst und zwei Endichen Land, ein weiterer ein Haus mit zwei Gärten und zwei Endichen Land sowie ein Kossät mit Haus, Garten und zwei Endichen Land. Der Halbkossät besaß ein „Häuslein“ mit zwei Gärten. Kemnitz war zu dieser Zeit 42 Hufen groß, darunter 38 Erbhufen, die als „lauter Sand“ bezeichnet wurden. Hinzu kam ein gemeinschaftlich(?) genutztes Gehege, das „Baaltham“ genannt wurde. Kemnitz wurde im Krieg vollständig zerstört und lag danach wüst; lediglich der Dorfschulze überlebte.
Eine weitere Statistik stellte der „Anschlag des Churfürstlichen Brandenburgischen Ambts Zinna incl. Scharfenbrück und Gotto“ aus dem Jahr 1684 dar. Demzufolge gab es im Ort 22 Güter: den Dorfschulzen, 12 Hufner, von denen sieben dienten, acht Kossäten (von denen sechs dienten) und ein Halbkossät. Etliche Höfe waren demnach bereits nach kurzer Zeit wieder besetzt. Dies zeigte sich auch im „Catastrum des Luckenwaldischen Creyses“, das zwei Jahre später erschien. Es umfasste eine ausführliche Darstellung der Bewohner einschließlich der Mengen, die sie auf ihren Feldern aussäen konnten. Sie zählte neun Hufner, sechs Ganzkossäten und einen Halbkossäten, darunter den Vierhufner (Dorfschulzen), der je 16 Scheffel Aussaat vornahm und 6 Fuder Heu erntete. Er besaß ein Haus mit Garten und durfte Schafe hüten und Vieh halten sowie Holz schlagen. Die vier Dreihufner brachten ebenfalls je 16 Scheffel aus und ernteten 6 Fuder Heu. Auch sie besaßen ein Haus mit Garten, Hütung, Viehzucht und Holzung. Diesen Besitz hatte auch der Zweihufner, der 11 Scheffel ausbrachte und 2 Fuder Heu erntete. Der Kossät besaß eine Hufe und 7 Scheffel Aussaat, 2 Fuder Heu, eine Wohnung mit Garten, Hütung, Viehzucht und Holzung. Zwei weitere Kossäten kamen auf je 3 Scheffel Aussaat und 2 Fuder bei identischem Besitz. Ein weiterer Kossät brachte 3 Scheffel aus, ein Kossät zwei Scheffel und 2 Fuder Heu sowie ein Kossät mit 2 Scheffel Aussaat und 2 Fuder Heu, der auch noch einen Garten mit Weide besaß. Die Statistik beschrieb „ungefähr“ 43 Hufen, allerdings auch noch vier wüste Bauerngüter und zwei wüste Kossätenhöfe.

### 18. Jahrhundert

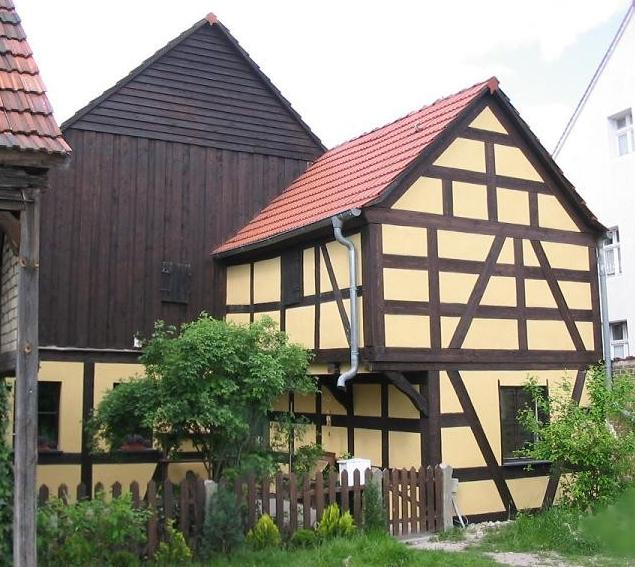
Historisches Fachwerkhaus Spiekerhus oder Nuthe-Nieplitz-Haus aus dem 18. Jahrhundert

Der Generalpachtanschlag vom Amt Zinna aus dem Jahr 1727 nannte für Kemnitz den Lehnschulzen, zwölf Hufner und sieben Kossäten. Außerdem erschien erstmals ein Schmied. Aus dem Folgejahr ist eine Aussaatliste überliefert, nach der die 13 Bauern auf den 41 Hufen je 9 Wispel 12 Scheffel und 12 Metzen Aussaat vornahmen. Neun Kossäten brachten es auf 1 Wispel 12 Scheffel 8 Metzen Aussaat. Im Jahr 1738 gab es ausweislich einer Prästationstabelle des Amtes Zinna im Dorf vier Vierhufner, acht Dreihufner, einen Zweihüfner, acht Kossäten, einen Halbkossäten sowie den Schmied, während die „Spezifikation der Dörfer und Städte der Kurmark von 1745“ lediglich von 13 Hufnern, acht Kossäten, einen Halbkossäten und einem Büdner berichtete. Im Jahr 1749 lebten auf 42 Hufen insgesamt 13 Vollspänner, zehn Kossäten und zwei Häusler. Ein weiterer Generalpachtanschlag des Amtes Zinna aus den Jahren 1749/1755 berichtete von 13 Hufnern, darunter vier Vierhufner, sieben Dreihufner und zwei Zweihufner. Es gab acht Kossäten, einen Halbkossäten, den Schmied und acht Büdner (darunter fünf Soldaten) sowie ein Paar und zwei einzelne Einlieger. In dieser Zeit erschien im Jahr 1753 die Schreibweise Camlitz und im Jahr 1775 Chemnitz oder Kemnitz. Die Familienstandstabellen der Amtsdörfer und Stadt Luckenwalde aus dem Jahr 1772 gab einen Aufschluss über die Familiensituation. Auch sie zählte 13 Hufner, neun Kossäten, neun Büdner, aber auch Vieh- und Pferdehirten, einen Schmied und erstmals einen Schulmeister. Es gab 22 Männer und 22 Frauen sowie 5 alte Männer und 8 alte Frauen, sogenannte „alte Wirte“. 17 Söhne waren über, 17 unter 10 Jahren alt; 15 Töchter über, 17 unter 10 Jahren alt. Im Dorf lebten weiterhin fünf Knechte, drei Mägde und je elf Männer und Frauen als Einlieger. Die „Historischen Tabellen der Kurmark 1789/1791“ führten für das Jahr 1791 erneut 13 Bauern, neun Kossäten, zehn Büdner, elf Hausleute oder Einlieger und eine Schmiede auf. In Kemnitz wurden 35 Feuerstellen (=Haushalte) betrieben.

### 19. Jahrhundert

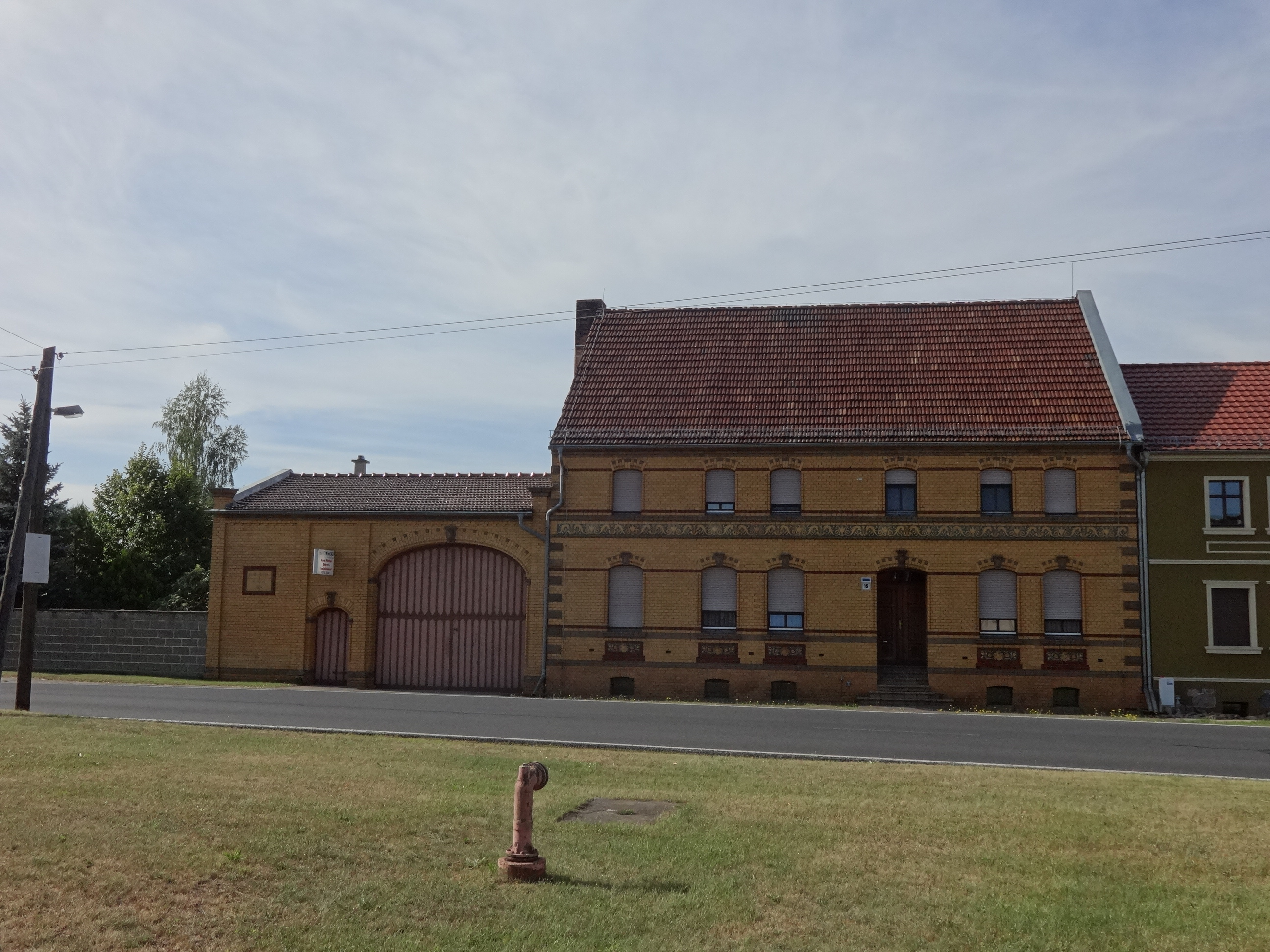
Denkmalgeschütztes Bauernhaus am Dorfanger

Im Jahr 1801 gab es nach Bratring im Dorf den Lehnschulzen, zwölf Ganzbauern, neun Ganzkossäten, sieben Büdner, die Schmiede und einen Krug. Die Bewohner schlugen 400 Morgen (Mg) Holz auf 50 Bauernhufen; es gab 38 mittlerweile Feuerstellen. Ausweislich einer statistischen Übersicht des Amtes Zinna bewirtschafteten die Einwohner im Jahr 1812 insgesamt 439 Mg 60 Quadratruten (QR) zu 20 Wispel 14 Scheffel 4 Metzen Aussaat. Es gab einen Lehnschulzen, zwölf Bauern, neu Kossäten, zehn Büdner sowie ein Schulhaus und eine Schmiede. Die 36 Hauseigentümer bewirtschafteten aber auch ein gemeinsames Hirtenhaus. Eine Aufstellung aus dem Jahr 1818 weist zwei Gast- und Schankwirte aus. Neben dem Schmied hatten sich ein Korbmacher, ein Ölmüller, ein Schlächter, ein Topfbinder und ein Leineweber auf zwei Stühlen angesiedelt. In den kommenden Jahren siedelten sich weitere Gewerke an. Im Jahr 1837 arbeiten im Dorf ein Zimmermann, ein Grobschmiedemeister sowie der Schankwirt. Die Ölmühle bestand nach wie vor, ebenso der Leineweber, der mittlerweile vier Webstühle betrieb. Erstmals schienen auch 13 männliche und 12 weibliche Dienstboten; in Kemnitz standen 37 Wohnhäuser. Das Jahr 1840 verzeichnete vier Weber mit zwei Gehilfen und zwei Lehrlingen, zwei Tischler, ein Schneider sowie ein Schmied mit einem Gehilfen und einem Lehrling. Ein Jahr später war eine Kolonie entstanden, die in den Jahren 1841/1842 als Gärtners Haus bezeichnet wurde. Aus dem Jahr 1858 war bekannt, dass in Kemnitz fünf öffentliche, 42 Wohn- und 76 Wirtschaftsgebäude standen, darunter eine Ölmühle und eine Getreidemühle. Die Gemarkung war insgesamt 2351 Morgen groß, darunter 1306 Morgen Acker, 639 Morgen Wald, 366 Morgen Wiese, 29 Morgen Gartenland und elf Morgen Gehöfte. Im Jahr 1895 erschien Kemnitz mit dem Wohnplatz Kolonie, ebenso im Jahr 1905, wenn auch in leicht abgewandelter Bezeichnung als Kolonie bei Kemnitz.

### 20. und 21. Jahrhundert

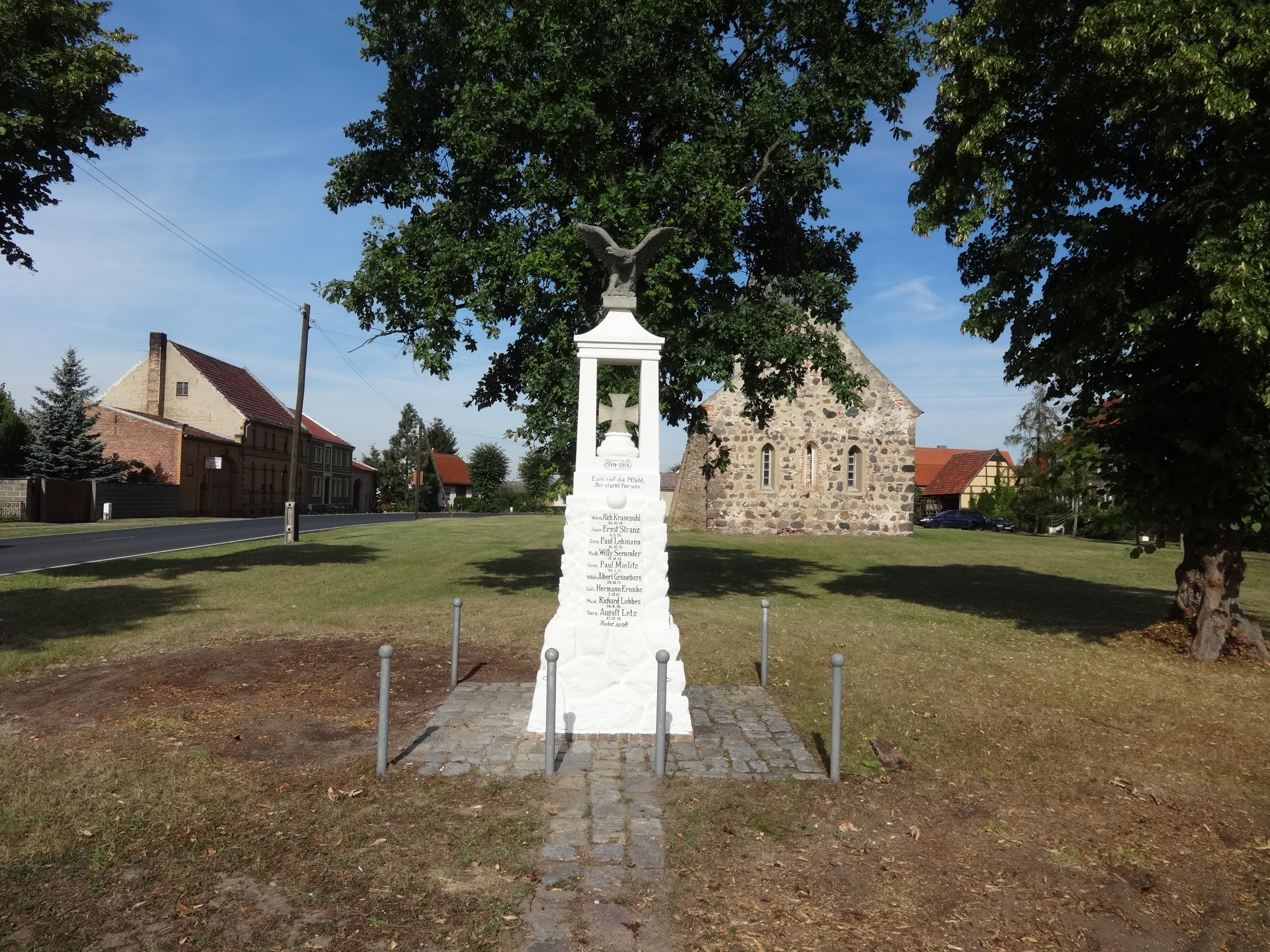
Gefallenendenkmal

Aus dem Viehstands- und Obstbaumlexikon ist bekannt, dass im Jahr 1900 im Dorf 50 Häuser standen. Es gab zwei Büdner und Handelsleute, die 26,66 bzw. 14,50 Hektar Fläche bewirtschafteten. Ein Büdner, der auch als Leineweber und Handelsmann geführt wurde, besaß sieben Hektar, der Gastwirt 7,2 Hektar. Sie sechs Hufner besaßen 76 Hektar, 69 Hektar, 68 Hektar, 2 mal 67 Hektar sowie 48 Hektar, ein Hufner und Schöffe 65 Hektar sowie die beiden Halbkossäten 15,12 Hektar bzw. 13 Hektar. Die sieben Kossäten bewirtschafteten 2 mal 33 Hektar sowie 28, 25 Hektar, 2812, Hektar, 28 Hektar, 25 Hektar und 16,5 Hektar. Der Lehnschulzengutsbesitzer besaß 163 Hektar. Hinzu kamen ein Lehrer, zwei Rentner, ein Schmied und Landwirt mit 33 Hektar sowie zwei Stammgutsbesitzer von 13 bzw. 11 Hektar. Im Jahr 1925 erschien das Dorf mit dem Abbau Kemnitz, das 1931 als Landgemeinde mit dem Wohnplatz Kolonie bei Kemnitz geführt wurde. Das Gemeindelexikon aus dem Jahr 1932 führte für das Jahr 1931 einen Bestand von 48 Wohnhäuser mit 52 Haushaltungen. Im Jahr 1939 gab es im Dorf einen land- und forstwirtschaftlichen Betrieb, der größer als 100 Hektar war. 14 weitere Betriebe waren zwischen 20 und 100 Hektar groß, 14 Betriebe zwischen 10 und 20 Hektar, elf Betriebe zwischen 5 und 10 Hektar sowie acht Betriebe zwischen 0,5 und 5 Hektar.
Nach dem Zweiten Weltkrieg wurden im Jahr 1948 insgesamt 229 Hektar enteignet, darunter 95,5 Hektar Wald, 61,8 Hektar Wiese und Weide, 37,8 Hektar Acker und 4 Hektar Wege und Ödland. Davon wurden 12,3 Hektar auf einen landlosen Bauern und Landarbeiter verteilt. Weitere 162 Hektar gingen an 22 landarme Bauern, 8,4 Hektar auf zwei nichtlandwirtschaftliche Arbeiter und Angestellte, 13,5 Hektar Waldzulage an vier Altbauern, 30,1 Hektar Wald an das Land Brandenburg sowie 2,5 Hektar Wald an die Gemeinde. Im Jahr 1953 gründete sich eine LPG Typ I mit 17 Mitgliedern und 88 Hektar landwirtschaftlicher Nutzfläche, die jedoch keinen Bestand hatte. Im Jahr 1958 gründete sich erneut eine LPG Typ I mit 10 Mitgliedern sowie eine LPG Typ III mit 5 Mitgliedern und 91 Hektar Fläche. Zwei Jahre später bestand sie als Typ III, hatte 1961 insgesamt 14 Mitglieder und 124 Hektar Fläche, die im Jahr 1976 an die LPG Typ III Lühsdorf und LPG Typ III Niebel und der Mastläuferanlage Kemnitz zur LPG zusammengeschlossen wurden. Die LPG Typ I bestand im Jahr 1961 mit 63 Mitgliedern und 392 Hektar Fläche und wurde nach 1962 an die LPG Typ III angeschlossen. Im Jahr 1979 bestand diese LPG TyP III und wurde mit der LPG Typ III Frankenförde mit Sitz in Frankenförde zusammengeschlossen. Diese LPG wurde im Jahr 1983 als LPG Industrielle Schweinezucht Frankenförde Anlage II Kemnitz weitergeführt. Außerdem gab es die LPG Felgentreu Werkstatt Kemnitz und die Revierförsterei Kemnitz-Frankenförde. Kemnitz wurde am 6. Dezember 1993 in die neue Gemeinde Nuthe-Urstromtal eingegliedert.

## Bevölkerungsentwicklung
| Jahr      | 1772 | 1791 | 1801 | 1817 | 1837 | 1858 | 1871 | 1885 | 1895                 | 1905                         | 1925                       | 1939 | 1946 | 1964 | 1971 | 1981 | 2011 | 2021 | 2023 |
| Einwohner | 176  | 193  | 208  | 201  | 220  | 248  | 282  | 254  | 244 und 11 (Kolonie) | 230 und 10 (Kolonie Kemnitz) | 239 und 11 (Abbau Kemnitz) | 204  | 156  | 174  | 139  | 147  | 114  | 95   | 109  |

## Kultur und Sehenswürdigkeiten
- Die Dorfkirche entstand als Saalkirche vermutlich in der ersten Hälfte des 14. Jahrhunderts aus Feldsteinen. 1739 wurde der Kirchturm angebaut. Im Innern befindet sich ein hölzerner Kanzelaltar aus dem 18. Jahrhundert, eine Empore sowie eine Sakramentsnische.
- Um den Dorfanger gruppieren sich zahlreiche, denkmalgeschützte Gebäude, darunter auch ein für die Region ehemals typisches Nuthe-Nieplitz-Haus aus dem 18. Jahrhundert. Das auch als Hof Klaus bezeichnete zweigeschossige Haus aus Fachwerk besitzt einen vorgesetzten, ebenfalls zweistöckigen Speicher mit Überstand. Seitlich befindet sich ein Fachwerktorhaus mit laubenartiger Unterfahrt.
- Grabstätte für acht Zwangsarbeiter auf dem Friedhof. Der Friedhof liegt etwas außerhalb des Dorfkerns an der Straße in Richtung Bardenitz.
- Der Fuchsbergweg, ein 17,2 km langer Wanderweg des FlämingWalks führt durch den Ort.

## Verkehr
Die Landesstraße L 80 verläuft in West-Ost-Richtung durch den Ort und verbindet ihn mit Treuenbrietzen und Luckenwalde, während die Landstraße 812 über Bardenitz eine Verbindung mit der Bundesstraße 102 herstellt. Über die Buslinien 546 und 755 bestehen Verbindungen nach Beelitz, Luckenwalde und Treuenbrietzen.